# Obrońca roku LNB Pro A
Obrońca roku LNB Pro A – nagroda koszykarska przyznawana corocznie najlepszemu, defensywnemu zawodnikowi francuskiej ligi najwyższego poziomu – LNB Pro A od 1986 roku. 

## Laureaci

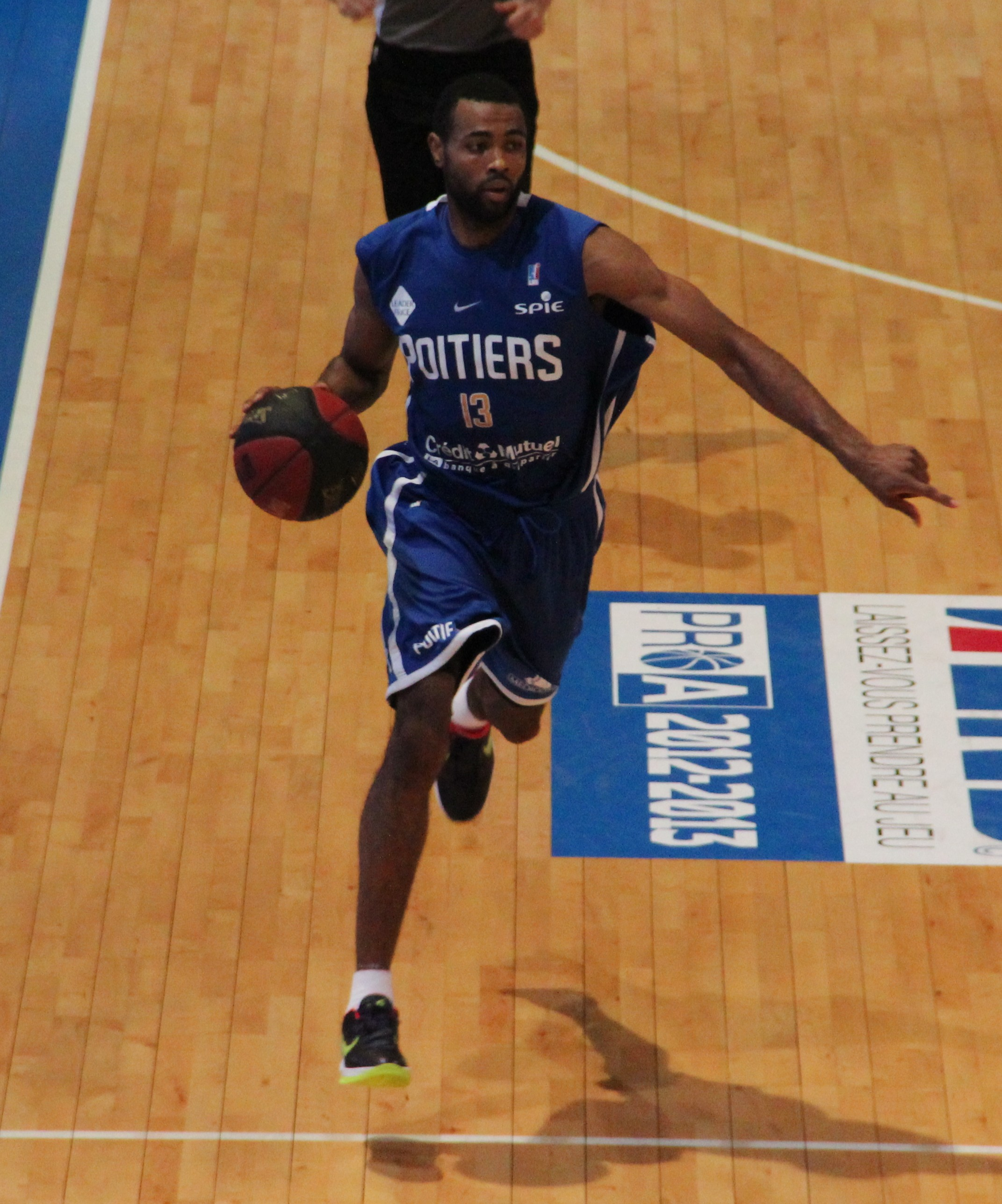
Obrońca Anthony Dobbins zdobył nagrodę trzykrotnie (2009, 2013, 2014)

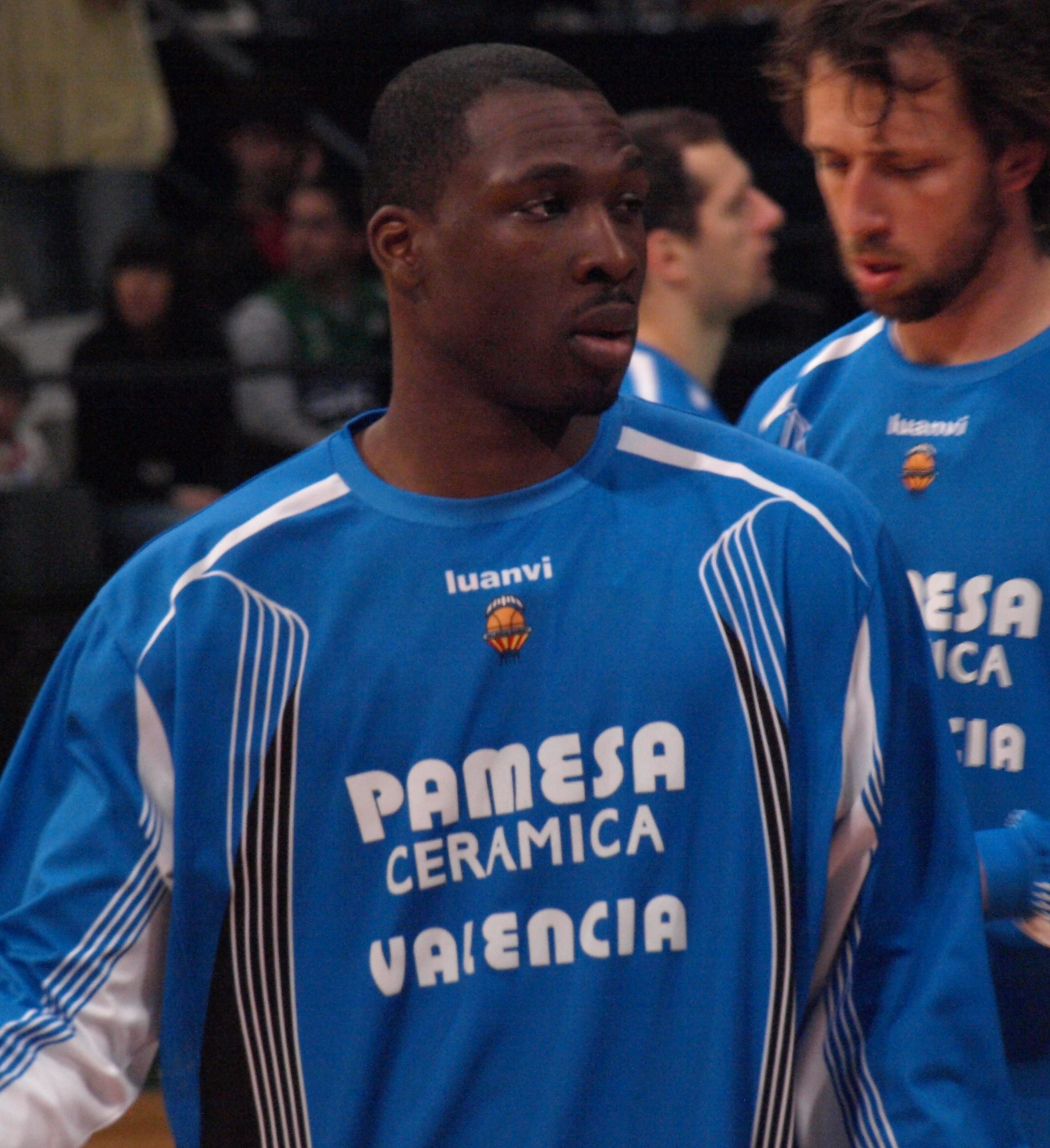
Florent Piétrus to dwukrotny laureat nagrody (2002, 2015)

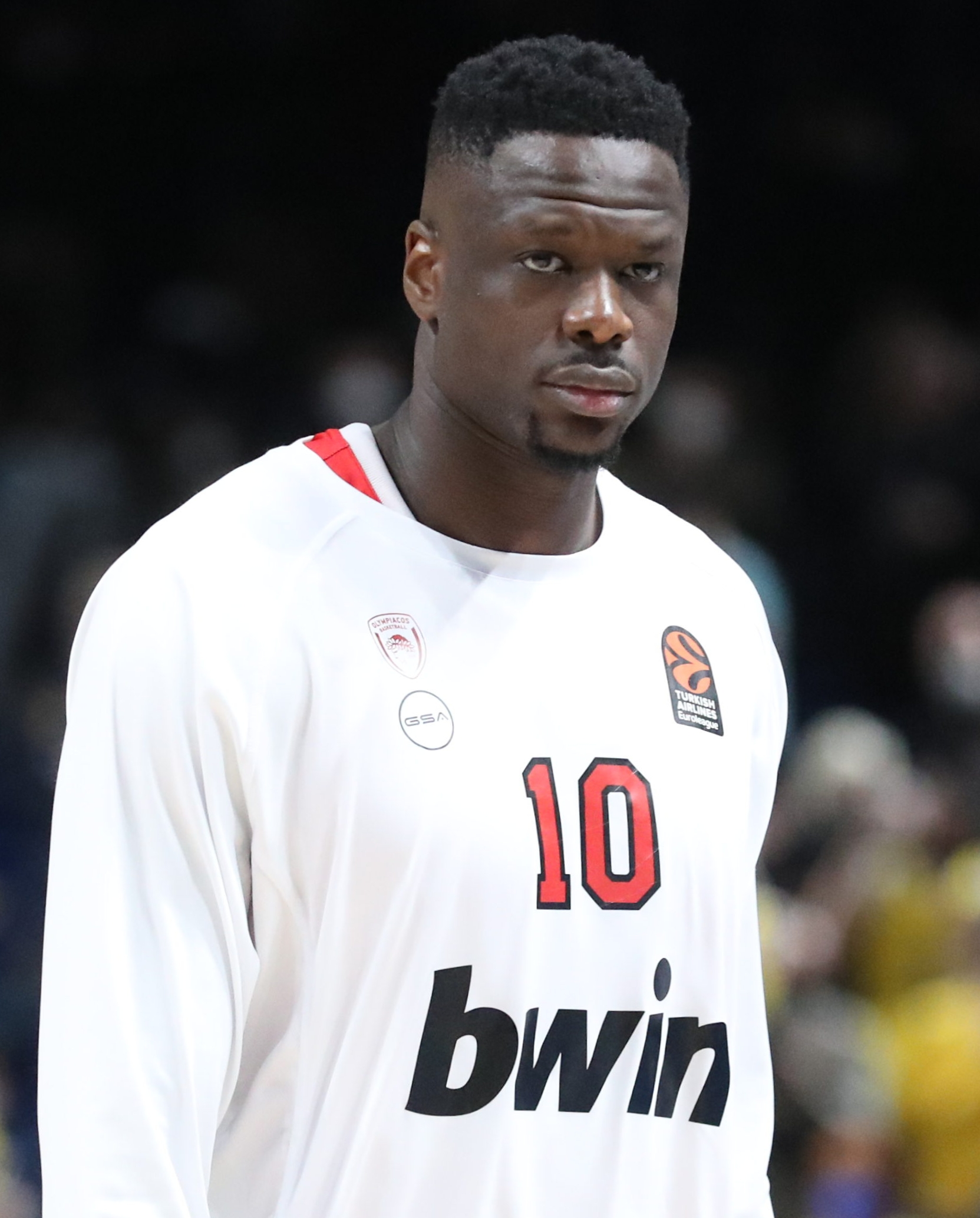
Moustapha Fall – dwukrotny zwycięzca nagrody (2017, 2021)

|              | oznacza nadal aktywnego zawodnika Pro A                                                        |
|              | zawodnik wprowadzony do Koszykarskiej Galerii Sław FIBA lub Koszykarskiej Galerii Sław Francji |
| Zawodnik (X) | cyfra oznacza kolejną nagrodę, uzyskaną przez tego samego zawodnika                            |

| Sezon     | Zawodnik               | Pozycja            | Narodowość                   | Zespół                     |
| --------- | ---------------------- | ------------------ | ---------------------------- | -------------------------- |
| 1985–86   | Allen Bunting          | skrzydłowy         | Stany Zjednoczone            | Olympique Antibes          |
| 1986–87   | Richard Dacoury        | obrońca/skrzydłowy | Francja                      | CSP Limoges                |
| 1987–88   | Richard Dacoury (2)    | obrońca/skrzydłowy | Francja                      | CSP Limoges                |
| 1988–89   | Richard Dacoury (3)    | obrońca/skrzydłowy | Francja                      | CSP Limoges                |
| 1989–90   | Richard Dacoury (4)    | obrońca/skrzydłowy | Francja                      | CSP Limoges                |
| 1990–91   | Richard Dacoury (5)    | obrońca/skrzydłowy | Francja                      | CSP Limoges                |
| 1991–92   | Richard Dacoury (6)    | obrońca/skrzydłowy | Francja                      | CSP Limoges                |
| 1992–93   | Richard Dacoury (7)    | obrońca/skrzydłowy | Francja                      | CSP Limoges                |
| 1993–94   | Richard Dacoury (8)    | obrońca/skrzydłowy | Francja                      | CSP Limoges                |
| 1994–95   | Richard Dacoury (9)    | obrońca/skrzydłowy | Francja                      | CSP Limoges                |
| 1995–96   | Arsène Ade-Mensah      | obrońca            | Francja                      | Olympique Antibes          |
| 1996–97   | Jim Bilba              | środkowy           | Francja                      | ASVEL                      |
| 1997–98   | Arsène Ade-Mensah (2)  | obrońca            | Francja                      | Basket Racing Paryż        |
| 1998–99   | Jim Bilba (2)          | środkowy           | Francja                      | ASVEL                      |
| 1999–2000 | Jim Bilba (3)          | środkowy           | Francja                      | ASVEL                      |
| 2000–01   | Jim Bilba (4)          | środkowy           | Francja                      | ASVEL                      |
| 2001–02   | Florent Piétrus        | skrzydłowy         | Francja                      | Pau-Orthez                 |
| 2002–03   | Makan Dioumassi        | obrońca            | Francja                      | Hyères-Toulon              |
| 2003–04   | Thierry Rupert         | skrzydłowy         | Francja                      | SIG Strasburg              |
| 2004–05   | Michael Mokongo        | obrońca            | Republika Środkowoafrykańska | Élan Chalon                |
| 2005–06   | John Linehan           | skrzydłowy         | Stany Zjednoczone            | Racing Paryż/SIG Strasburg |
| 2006–07   | Marc-Antoine Pellin    | obrońca            | Francja                      | Chorale Roanne             |
| 2007–08   | Dounia Issa            | skrzydłowy         | Francja                      | JA Vichy                   |
| 2008–09   | Tony Dobbins           | obrońca            | Włochy                       | Orléans Loiret             |
| 2009–10   | John Linehan (2)       | obrońca            | Stany Zjednoczone            | Cholet                     |
| 2010–11   | John Linehan (3)       | obrońca            | Stany Zjednoczone            | SLUC Nancy                 |
| 2011–12   | Andrew Albicy          | obrońca            | Francja                      | BCM Gravelines             |
| 2012–13   | Tony Dobbins (2)       | obrońca            | Włochy                       | Poitiers                   |
| 2013–14   | Tony Dobbins (3)       | obrońca            | Włochy                       | JDA Dijon                  |
| 2014–15   | Florent Piétrus (2)    | skrzydłowy         | Francja                      | SLUC Nancy                 |
| 2015–16   | Charles Lombahe-Kahudi | obrońca/skrzydłowy | Francja                      | ASVEL                      |
| 2016–17   | Moustapha Fall         | środkowy           | Francja                      | Élan Chalon                |
| 2017–18   | Aaron Craft            | obrońca            | Stany Zjednoczone            | Monaco                     |
| 2018–19   | Lahaou Konaté          | rzucający obrońca  | Francja                      | Nanterre 92                |
| 2019–20   | Nie przyznano          | Nie przyznano      | Nie przyznano                | Nie przyznano              |
| 2020–21   | Moustapha Fall (2)     | środkowy           | Francja                      | ASVEL                      |
| 2021–22   | Ismaël Kamagate        | środkowy           | Francja                      | Paryż Basketball           |

## Zawodnicy z największą liczbą nagród

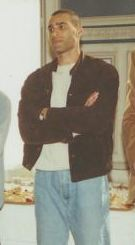
Richard Dacoury zdobył nagrodę dziewięciokrotnie (1987–1995)

| M. | Zawodnik        | Nagrody |
| -- | --------------- | ------- |
| 1  | Richard Dacoury | 9       |
| 2  | Jim Bilba       | 4       |
| 3  | John Linehan    | 3       |
| 3  | Tony Dobbins    | 3       |
| 5  | Florent Piétrus | 2       |
| 5  | Moustapha Fall  | 2       |